# 卡耶塔諾·費洛索
卡耶塔諾·伊曼紐爾·維亞納·泰力斯·費洛索（葡萄牙語：Caetano Emanuel Viana Telles Veloso，葡萄牙語發音：[kaeˈtɐ̃nu emanuˈɛw viˈɐ̃nɐ ˈtɛlis veˈlozu]，1942年8月7日—），一般稱為卡耶塔諾·費洛索（Caetano Veloso），生於巴西巴伊亞州聖阿馬魯，作曲家、歌手、吉他手以及政治運動者。他被稱為二十世紀最偉大的詞曲創作者之一。 ，有時則被稱為巴西的巴布迪倫。 費洛索以參與60年代橫跨戲劇、詩詞以及音樂的熱帶主義運動（Tropicalismo）最廣為人知。
巴西政府曾經認為他的作品中具有政治傾向，逮捕了費洛索。1969年，費洛索流亡到英國倫敦，兩年半後方歸國定居。